# Felicjan Sławoj Składkowski
Felicjan Sławoj Składkowski (pronunciación en polaco: [fɛˈlit͡sjan ˈswavɔj skwatˈkɔfskʲi]; 9 de junio de 1885,Gąbin - 31 de agosto de 1962, Londres) fue un médico, general y político polaco que se desempeñó como Ministro del Interior y como el 28.º Primer Ministro de Polonia antes y durante el estallido de la Segunda Guerra Mundial.
Składkowski estudió medicina en la Universidad Jagellónica de Cracovia, graduándose en 1911. Luego trabajó como médico en Sosnowiec. Luchó en las Legiones Polacas en la Primera Guerra Mundial y más tarde en la Guerra Polaca-Soviética. En 1924, como general de brigada, fue nombrado jefe del servicio de salud militar polaco por Józef Piłsudski. Después del golpe de mayo de 1926, Składkowski se desempeñó como ministro del Interior,cargo que ocupó (con una breve pausa) hasta junio de 1931. Después de eso, fue nombrado viceministro de Guerra. El 13 de mayo de 1936 Składkowski se convirtió en primer ministro y ministro del Interior. Fue el primer ministro polaco que más tiempo estuvo en el cargo en los años de entreguerras, su gabinete duró 3 años y 4 meses,hasta el 30 de septiembre de 1939. También fue el primer protestante polaco (un converso del catolicismo romano al calvinismo) en ocupar ese puesto.
Mientras se desempeñaba como primer ministro, se horrorizó por la falta de saneamiento en muchos de los pueblos de Polonia, y emitió un decreto por el que todos los hogares de Polonia debían tener una letrina en funcionamiento. Esto llevó a muchos habitantes de la aldea a construir cobertizos de madera en sus patios traseros para este propósito, que posteriormente se denominaron "sławojki". Después de la invasión alemana de Polonia el 1 de septiembre de 1939, huyó a Rumania y fue internado allí.  En 1940 fue a Turquía y de allí a Palestina. En 1947, fue a Londres, donde murió en 1962. Fue enterrado en el cementerio de Brompton, Londres.